# Heimatkabinett im alten Café Oelmann

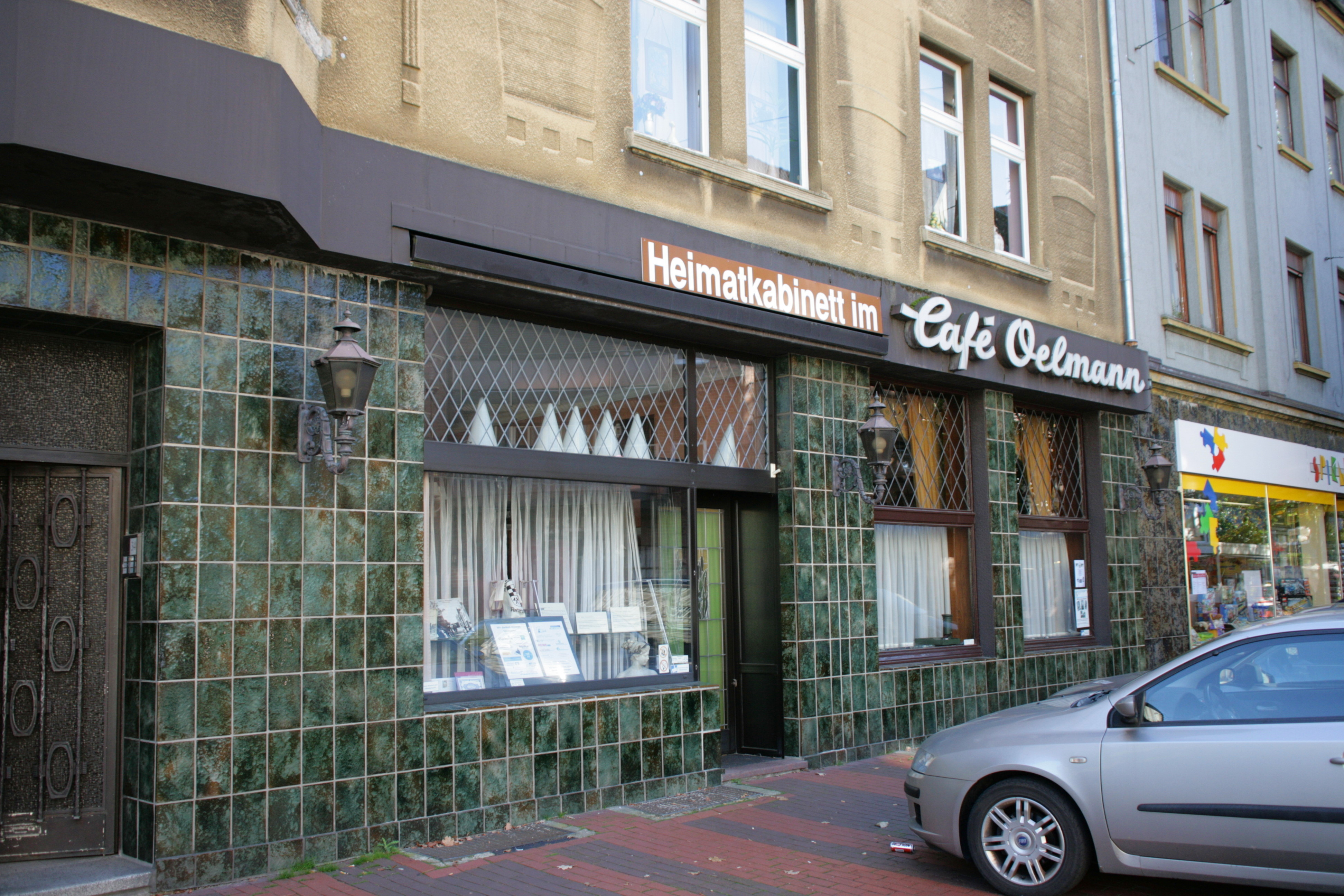
Heimatkabinett im alten Café Oelmann

Das Heimatkabinett im alten Café Oelmann ist ein Heimatmuseum im Ortsteil Westerholt von Herten. Träger ist der Heimatverein Westerholt 1914 e.V.

## Geschichte
Die Sammlung wurde ab 1900 von Wilhelm Schnitzler, Gastwirt und Organist an St. Martinus, aufgebaut. Sie bildete 1954 den Grundstock für das Museum im Haus Freiheit Nr. 1 im alten Dorf. Seit August 2009 befindet es sich in den Räumlichkeiten des ehemaligen historischen Cafés Oelmann, das von 1907 bis 2004 bestand. Das Museum nutzt die ehemaligen Cafe-Räume, Backstube, Küchentrakt und das Mehllager im Obergeschoss.

## Ausstellung
Zu den Exponaten zählen eine alte Turmuhr, ein Modell des alten Dorfs, alte Kameras, eine alte Küche, Nähmaschinen unter anderem von Pfaff und Singer, Musiktruhen und Röhrenradios von Loewe, Graetz und anderen Herstellern, Relikte der alten Altbier-Brauerei Hackert, ein altes Polizeidienstfahrrad, Werkzeug für die Holzbearbeitung, Geräte für die Ziegelsteinherstellung und mehr. Sie geben einen Einblick in den Alltag der zurückliegenden Jahrzehnte. Ebenfalls erinnert eine Darstellung an die als Hexe hingerichtete Anna Spiekermann, die das letzte Opfer der Hexenverfolgungen im Vest Recklinghausen wurde.